# Bitva u Walcherenu

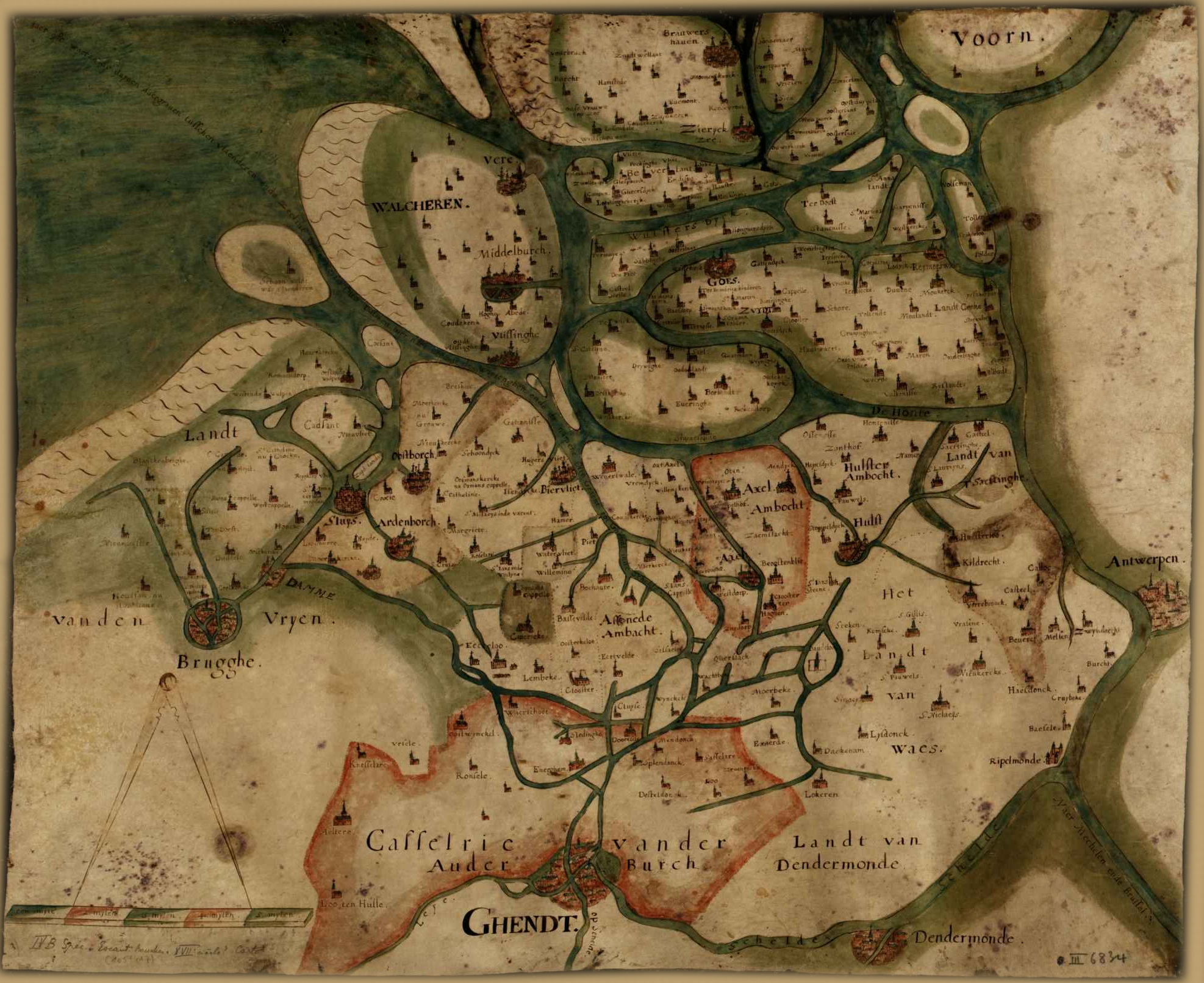
Mapa ze 17. století zobrazuje rozložení Zeelandských ostrovů ve 14. století

Bitva u Walcherenu byl vojenský konflikt u poloostrova Walcheren v létě roku 1253.  Na popud flanderské hraběnky Markéty se pokusil její syn a spoluvládce Vít z Dampierre společně s bratrem a francouzskými společníky 4. července vylodit na Zeelandských ostrovech, o kterých byla Markéta přesvědčena, že patří do flanderského hrabství. Vylodění skončilo pro útočníky nechvalně, byli poraženi a oba Dampierrové se dostali do zajetí holandského regenta Florise, bratra římského krále Viléma II. Prostřednictvím Ludvíka IX. Francouzského byli na základě péronnského ustanovení a zaplacení vysokého výkupného v roce 1256 propuštěni.